# Дункан Мак-Лауд

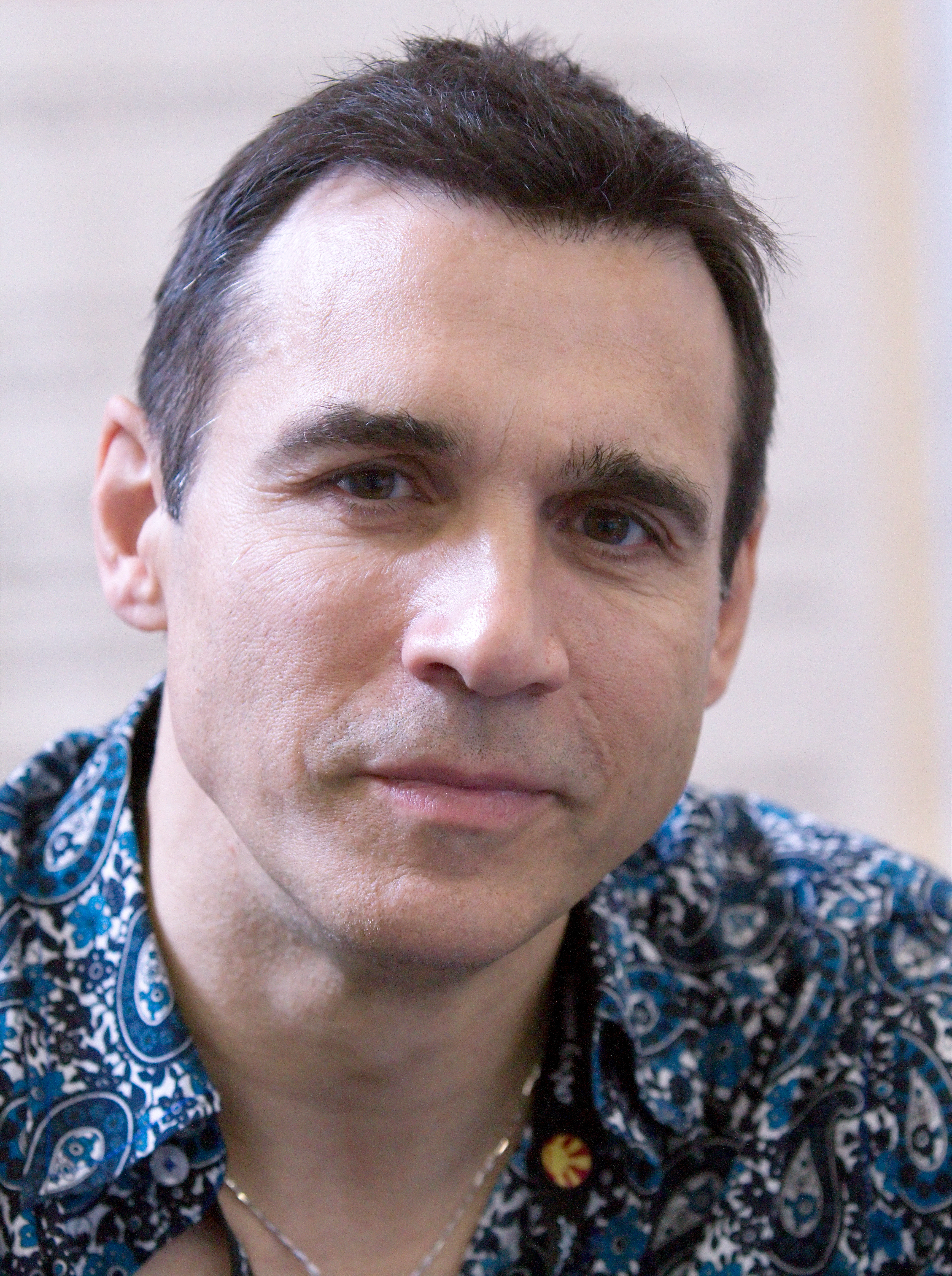

Ду́нкан Макла́уд (англ. Duncan MacLeod) — вигаданий персонаж всесвіту телесеріалу «Горець». Дункан Маклауд є головним героєм телевізійного продовження трилогії «Горець», що включає серіал і фільми «Горець: Кінець гри» і «Горець: Джерело».
Телесеріал «Горець» спочатку замислювався як продовження телефільму «Горець» з тією різницею, що героя Крістофера Ламберта повинен був зіграти Едріан Пол, але на прохання актора його персонаж отримав власну історію, щоб уникнути прямих порівнянь з Ламбертом і дозволити Полу розвивати характер власного персонажа.
В результаті в пілотному епізоді Дункан Маклауд постає в ролі члена клану Коннора Маклауда і його учня, а серіал зосереджується на історії його життя, що налічує на даний момент чотири століття.

## Телесеріал
Серіал не розповідає історію Дункана в хронологічному порядку, натомість основна послідовність подій відтворюється як спогади, супутні події цього часу, яким відповідає роки, протягом яких знімалися шість сезонів серіалу, тобто 1992—1998 рр.
В одинадцятому епізоді «Родове дерево» батько Дункана вождь клану Маклаудів Іен Маклауд, заявляє, що новонароджений Дункан був підкидьком, яким його дружина Мері вирішила замінити їх мертвонародженого сина. У тому ж епізоді розповідається як Дункан, смертельно поранений у бою, вмирає на очах у батька і незабаром воскресає, повністю зцілившись. Оскільки його родина вважає, що він став демоном, його виганяють з клану. Хроніка Спостерігачів цього періоду посилається на 1622 р., час суперечки з кланом Кемпбелл.